# 住友62式7.62毫米機槍
住友62式7.62毫米機槍（Rokuni-shiki Nana-ten-rokuni-miri Kikanjū）是一款彈鏈供彈及氣動式操作的輕重兩用中型通用機槍，由日本日特金屬工業槍械工學設計師河村正彌博士於1954年至1962年間研製，並且由住友重機械工業所生產，並曾作為陸上自衞隊普通科部隊（步兵）制式武器，發射7.62×51毫米北约口徑步枪子彈。在日本以外的文獻中標記為“NTK-62”或“Type62 GPMG”。
雖然同樣由住友重機械工業獲授權下生產的FN Minimi轻机枪已經在很大程度上取代了它在陸上自衛隊當中的地位，該武器仍然扮演著支援作用的角色，因為它仍然被用作在各種裝甲戰鬥車輛，包括坦克和装甲运兵车的同軸武器，以及用作一挺中型支援機槍。
與大多數現代的日本製造的武器一樣，受到日本国宪法的限制而從來沒有出口。

## 歷史
二战以後的日本自衛队成立的早期期間，多年來使用由美军提供的白朗寧M1919A4作為其制式「通用機槍」（事實上，M1919A4應歸類為中型機槍）。
1954年（昭和29年），陸上幕僚裝備委員會決定要研製一挺新型機槍，以取代白朗寧M1919A4／A6以及M1918A2自動步槍。
1956年（昭和31年）10月，曾於二戰中設計出九九式機炮的改進型20毫米二號三型機炮、五式機炮的前日特金屬工業（NTK）博士河村正彌的團隊設計了住友62式7.62毫米機槍的最初期原型。在此時原型槍的外觀非常類似於九九式輕機槍，無論是槍口裝置還是向前方方向的提把都與九九式相似，可說是九九式的.30-06 Springfield（7.62×63mm）口徑兼彈鏈供彈版本。
但後來北約制定出7.62×51毫米北約口徑步枪子彈，因此在研發途中更改了彈藥規格。以後由將日特金屬工業收購的住友重機械工業生產。該通用機槍是為了滿足日本防衛廳的要求而研製的。
儘管62式是於1954年開始研製，但命名中的「62」卻是指1962年，該通用機槍獲自衛队所採用以後第一批才正式生產這一項事實。經歷1958年（昭和33年）生產出的日特14型、1960年（昭和35年）生產出的日特15型等數挺原型槍以及各種測試以後，1962年1月，9M試作機槍的衍生型9MB機槍被採納；1962年2月15日，獲特別採用後命名為62式7.62毫米機槍，並且有效地取代了在陸上自衛隊服役的M1919白朗寧機槍。
在陸軍時代只有步枪和轻机枪之間能共用彈藥，重機槍則使用另一種彈藥。而在自衛隊之中的62式則是一挺能與豐和64式7.62毫米自動步槍一樣使用7.62×51毫米減裝彈的通用機槍，而且可以充當輕機槍和重機槍兩種用途，這樣使補給系統的統一得以實現。
雖然目前前線的機槍已經逐漸地更新到FN Minimi 5.56毫米機槍，但它在一些部隊仍然一直沿用至今。

## 設計細節

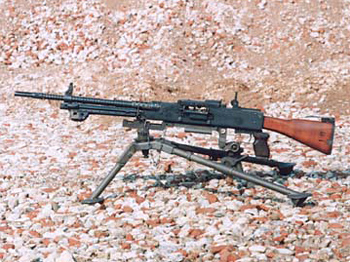
住友62式7.62毫米機槍

62式是一挺長行程活塞氣動式通用機槍，可以通過氣體調節器調整氣流量以改變發射速率。而槍機部份採用的閉鎖機構是被稱為「前擺傾斜槍機閉鎖機構」的特殊傾斜式閉鎖機構。為了減輕重量，機匣是由壓制成形的钢板所製造。矩形截面的箱型機匣是由鉚釘裝配而成。
約1985年（昭和60年）時，一挺住友62式7.62毫米機槍的價格為¥ 2,000,000。由於生產當中大量使用衝壓加工，在當時可以高生產效率而自豪。
研發當時，該槍就已經具有很高的精度和很高的性能。
一體式槍管和提把可於2.5秒內完成更換，同時內膛鍍鉻以增加內膛的耐久性，而槍管外圓周表面亦具有散熱片以減少槍管過熱。其設計與豐和64式7.62毫米自動步槍一樣，已經考慮到日本人的體格而製造。其操作表現在當時要比美军M60通用機槍要好得多。此外，由於有著完整的零部件兼容性，即使將100挺62式拆開分解以後重新組裝為100挺62式，也可正常使用。
62式發射7.62×51毫米北约口徑步枪子彈，與64式步槍一樣可使用裝藥減量10％的特製彈藥（減裝彈）以滿足日本士兵對後座力的要求，同時在自動射擊時的槍口上揚也大幅度的降低，但亦可發射普通彈。供彈方式為美军與北约制式的金屬製M13可散式彈鏈。
保險裝置位於位於扳機右側的頂部，保險桿向前時為保險位置，而半迴轉至手槍握把時握把側時則為射擊位置。
標尺座的右側面具有風偏轉輪，可藉由轉動以進行風偏的歸零校正；而立框式標尺的頂部也具有海拔轉輪，轉動時會把距離刻度板以內的大型覘孔式照門按照刻度上下調整。
與眾多通用機槍和豐和64式7.62毫米自動步槍一樣，62式標配有兩腳架，使用兩腳架時可作為轻机枪使用；而將62式架設於三腳架的時候，則可以作為重機槍使用。此外，也可以通過安裝直接觀察鏡（瞄準鏡）作更遠距離射擊。
它具有一個不尋常的供彈機盤，因為樞轉桿是在機匣之中的槍機之上，而不是大多數機槍所見的供彈機盤蓋。
62式與FN MAG之間的差異可藉由兩腳架、槍管、槍托和手槍握把所發現，因為這些變化可能是為了配合日本自衛隊的指導方針和標準。

## 評價
62式裝備不久便暴露出一些問題。豐和64式7.62毫米自動步槍的開發者之一津野瀨光男，在其著書《幻之機關槍》中曾闡述，62式通用機槍的槍管外徑比64式步槍反而的更小、構造更脆弱——尤其是槍管問題可以說是62式機槍的重大缺陷。
其他媒體也曾大肆報導62式的各種弊病，在這些報導中可見62式的種種“不良記錄”——62式通用機槍同64式步槍一樣，具有因零件多導致的維護性差、零件間隙大導致易脫落以及質量增加、連發發射時命中率低、卡彈、扳機故障等多種問題。自衛隊對其有“62式不聽使喚槍”、“62式單發機槍”、“笨槍之王”、“讓人無可奈何的機槍”等蔑稱。
62式通用機槍因毛病諸多，1993年，一部份被國營埃斯塔勒授權由日本公司在日本本土生產的FN Minimi輕機槍所取代。

## 衍生型

### 74式車載機槍
住友74式7.62毫米車載機槍（Nanayon-shiki Shasai Nana-ten-rokuni-miri Kikanjū）是住友62式7.62毫米機槍的裝甲戰鬥車輛固定衍生型，搭載該機槍的载具包括三菱74式、90式和10式主戰坦克、三菱89式裝甲戰鬥車、小松87式偵察警戒車和82式指揮通信車。
應當指出的是，其實82式指揮通信車的車體前部、副駕駛座位前上方艙口也可以裝上62式的槍架。
74式亦可於車外（室外）時架設於三腳架上作為重機槍使用，或安裝於直升機上作為機載機槍（艙門機槍）使用。
其重量達到20.4公斤（44.97磅），這樣比重量為10.15公斤（22.38磅）的62式要重。

## 住友62式7.62毫米機槍與當代世界相若的通用機槍比較
|                    | 日本 · 住友62式通用機槍              | 比利时 · FN MAG | 美国 · 薩科防務M60   | 德国 · 萊茵金屬MG3                 | 法國 · 聖-艾蒂安AA-52                                     | 俄羅斯 · PK通用機槍            | 日本 · 74式車載機槍 | 中華民國 · 聯勤205廠T74 |
| ------------------ | ------------------------------------ | --- | -------------------- | ---------------------------------- | --------------------------------------------------------- | ------------------------------ | ------------------- | ----------------------- |
| 外觀               |                                      | |                      |                                    |                                                           |                                |                     |                         |
| 採用年份           | 1962年                               | 1958年 | 1957年               | 1969年                             | 1952年                                                    | 1960年代                       | 1974年              | 1985年                  |
| 重量，公斤         | 10.7                                 | 11.79 | 10.5                 | 10.5 11.5（兩腳架） 27.5（三腳架） | 10.6（重型） 9.75（輕型）                                 | 8.99（兩腳架） 16.48（三腳架） | 20.4                | 12.06                   |
| 全長，毫米         | 1,200                                | 1,263 | 1,077                | 1,225                              | 1,254（重型） 1,145（輕型）                               | 1,173                          | 1,085               | 1,260                   |
| 槍管長度，毫米     | 524                                  | 487.5毫米（不連消焰器） 630毫米（連消焰器）                                                                            | 560                  | 565                                | 600（重型） 500（輕型）                                   | 658                            | 625                 | 546                     |
| 子彈               | M80普通彈                            | 7.62×51毫米 北約口徑                                                                                                   | 7.62×51毫米 北約口徑 | 7.62×51毫米 北約口徑               | 7.5×54毫米 法國口徑（AA-52） 7.62×51毫米 北約口徑（NF-1） | 7.62×54毫米 蘇聯口徑           | M80普通彈           | 7.62×51毫米 北約口徑    |
| 發射速率，發／分鐘 | 600—650 （最大射速） 80 （戰鬥射速） | 650—1,000 （理論射速） 250（戰鬥射速）                                                                                 | ＜550                | 1,150（有±150的誤差）              | 700—900                                                   | 650                            | 大約700～1,000      | 600～800                |
| 槍口初速，米／秒   | 855                                  | 840 | 853                  | 820                                | 840（重型） 830（輕型）                                   | 825                            |                     | 810—850                 |
| 有效射程，米       | 大約800                              | 600公尺（低伸火力） 800公尺 （連兩腳架、點目標壓制） 900公尺 （曳光彈藥劑燃料燒盡） 1,800公尺 （連三腳架、面目標壓制） | 1,500                | 800（兩腳架） 1,200（固定槍架）    | 1,200（重型） 600—800（輕型）                             | 1,000                          |                     | 1,200                   |

## 流行文化

### 電影
- 『战国自卫队』：安裝在三菱73式吉普車上並作為車載機槍。
- 『哥吉拉vs摩斯拉』：安裝在82式指揮通信車上並作為車載機槍。
- 『卡美拉3 邪神覺醒』：作為武器裝備步兵排登場。此外，那些在電影中現場射擊的是真槍而非攝影用道具槍，這是在與自衛隊合作以下，在演習場地內攝影真槍射擊所得來的。
- 『大鉄人17』

### 動漫
- 『機動警察』：前期OVA版第5集“二課最長的一日-前篇”（二課の一番長い日（前編）），被部署在東京都的日本自衛隊政變勢力所使用。
- 『烏龍派出所』：安裝在三腳架上。
- 『200000歩2夜3日』
- 『戦国自衛隊』
- 『続・戦国自衛隊』
- 『潜水艦スーパー99』

## 資料來源
1. 1 2 3  .   [2009-01-13]. （原始内容存档于2009-02-08） （日语）.
2. 1 2  .   [2009-01-13]. （原始内容存档于2008-12-24） （日语）.
3. 1 2 3  .   [2009-01-13]. （原始内容存档于2009-01-19）.
4. ↑  .   [2011-05-01]. （原始内容存档于2011-07-28） （日语）.
5. ↑  .   [2009-01-26]. （原始内容存档于2009-07-20） （日语）.
6. ↑  .   [2009-01-13]. （原始内容存档于2012-07-21） （日语）.
7. ↑  .   [2009-01-13]. （原始内容存档于2009-11-20） （日语）.
8. 1 2 3 4 5 6 7  「エリートフォーセス 陸上自衛隊編［Part1］」p107
9. ↑  7、陸上自衛隊武器学校小火器館の日本の機関銃 2 （页面存档备份，存于） - 日本の武器兵器.jp
10. ↑  「いまこそ知りたい自衛隊のしくみ」p121
11. 1 2  「エリートフォーセス 陸上自衛隊編[Part1]」p108
12. ↑  http://jp-swat.com/2009_04_19_takada_jgsdf_c.html%5B%5D
13. ↑  .   [2009-01-26]. （原始内容存档于2009-07-20） （日语）.
14. ↑  發射日本國內生產的7.62×51毫米北約口徑彈藥

## 外部連結
- （日語）—Official J.G.S.D.F Page（页面存档备份，存于）
- （日語）—NTK-62 Prototypes
- （日語）—NTK-62 sight
- （日語）—NTK-62 images（页面存档备份，存于）